# أمهرست (نبراسكا)
أمهرست (بالإنجليزية: Amherst, Nebraska)‏ هي منطقة سكنية تقع في الولايات المتحدة في مقاطعة بفلو، نبراسكا. يقدر عدد سكانها بـ 248 نسمة ومساحتها 0.57 كم2 وترتفع عن سطح البحر 718 متر.

## التركيبة السكانية
قام مكتب تعداد الولايات المتحدة بتحديد بيانات التركيبة السكانية لأمهرست في تعداد الولايات المتحدة. في ما يلي، التركيبة السكانية حسب تعدادي 2000 و2010.

### تعداد عام 2000
بلغ عدد سكان أمهرست 277 نسمة بحسب تعداد عام 2000، وبلغ عدد الأسر 110 أسرة وعدد العائلات 81 عائلة مقيمة في القرية. في حين سجلت الكثافة السكانية 1,262.6 نسمة لكل ميل مربع (487.5/كم2). وبلغ عدد الوحدات السكنية 117 وحدة بمتوسط كثافة قدره 533.3 نسمة لكل ميل مربع (205.9/كم2).
وتوزع التركيب العرقي للقرية بنسبة 98.92% من البيض و 0.36% من الأمريكيين الأصليين و 0.36% من الأمريكيين ذوي الأصول الآسيوية و 0.36% من عرقين مختلطين أو أكثر.
بلغ عدد الأسر 110 أسرة كانت نسبة 38.2% منها لديها أطفال تحت سن الثامنة عشر تعيش معهم، وبلغت نسبة الأزواج القاطنين مع بعضهم البعض 63.6% من أصل المجموع الكلي للأسر، ونسبة 5.5% من الأسر كان لديها معيلات من الإناث دون وجود شريك، وكانت نسبة 25.5% من غير العائلات. تألفت نسبة 20.9% من أصل جميع الأسر من أفراد ونسبة 11.8% كانوا يعيش معهم شخص وحيد يبلغ من العمر 65 عاماً فما فوق. وبلغ متوسط حجم الأسرة المعيشية 2.94، أما متوسط حجم العائلات فبلغ 2.52.
بلغ العمر الوسطي للسكان 42 عاماً. وكانت نسبة 27.1% من القاطنين تحت سن الثامنة عشر، وكانت نسبة 4.3% بين الثامنة عشر والأربعة وعشرون عاماً، ونسبة 26.7% كانت واقعةً في الفئة العمرية ما بين الخامسة والعشرون حتى والأربعة وأربعون عاماً، ونسبة 22.7% كانت ما بين الخامسة والأربعون حتى الرابعة والستون، ونسبة 19.1% كانت ضمن فئة الخامسة والستون عاماً فما فوق. يوجد لكل 100 أنثى 99.3 ذكر، ويوجد لكل 100 أنثى في الثامنة عشر من عمرها فما فوق 102.0 ذكر.
بلغ متوسط دخل الأسرة في القرية 39,545 دولار، أما متوسط دخل العائلة فبلغ 41,875 دولار. وكان متوسط دخل الذكور 28,333 دولار مقابل 17,679 دولار للإناث. وسجل دخل الفرد الخاص بالقرية 15,754 دولار. وكانت نسبة 4.5% من العائلات ونسبة 6.7% من السكان تحت خط الفقر، وكان من هؤلاء نسبة 12.5% تحت سن الثامنة عشر ونسبة 3.2% في الخامسة والستين من العمر وما فوق.

### تعداد عام 2010
بلغ عدد سكان أمهرست 248 نسمة بحسب تعداد عام 2010، وبلغ عدد الأسر 108 أسرة وعدد العائلات 68 عائلة مقيمة في القرية. في حين سجلت الكثافة السكانية 1,127.3 نسمة لكل ميل مربع (435.3/كم2). وبلغ عدد الوحدات السكنية 114 وحدة بمتوسط كثافة قدره 518.2 لكل ميل مربع (200.1/كم2).
وتوزع التركيب العرقي للقرية بنسبة 98.4% من البيض و 0.8% من الأمريكيين الأصليين و 0.4% من الأمريكيين ذوي الأصول الآسيوية و 0.4% من عرقين مختلطين أو أكثر.
بلغ عدد الأسر 108 أسرة كانت نسبة 28.7% منها لديها أطفال تحت سن الثامنة عشر تعيش معهم، وبلغت نسبة الأزواج القاطنين مع بعضهم البعض 55.6% من أصل المجموع الكلي للأسر، ونسبة 2.8% من الأسر كان لديها معيلات من الإناث دون وجود شريك، بينما كانت نسبة 4.6% من الأسر لديها معيلون من الذكور دون وجود شريكة وكانت نسبة 37.0% من غير العائلات. وبلغ متوسط حجم الأسرة المعيشية 2.81، أما متوسط حجم العائلات فبلغ 2.30.
بلغ العمر الوسطي للسكان 40.3 عاماً. وكانت نسبة 22.6% من القاطنين تحت سن الثامنة عشر، وكانت نسبة 7.5% بين الثامنة عشر والأربعة وعشرون عاماً، ونسبة 24.6% كانت واقعةً في الفئة العمرية ما بين الخامسة والعشرون حتى والأربعة وأربعون عاماً، ونسبة 27.4% كانت ما بين الخامسة والأربعون حتى الرابعة والستون، ونسبة 17.7% كانت ضمن فئة الخامسة والستون عاماً فما فوق. وتوزع التركيب الجنسي للسكان بنسبة 51.2% ذكور و48.8% إناث.